# Monte Gharat
O monte Gharat é um estratovulcão ativo na ilha Gaua, nas ilhas Banks, Vanuatu. Está rodeado em metade do seu perímetro pelo lago Letas. Atinge 767 m de altitude.